# Józef Giaccardo
Józef Giaccardo, bł. Tymoteusz Giaccardo, właśc. wł. Giuseppe Giaccardo (ur. 13 czerwca 1896 w Narzole, zm. 24 stycznia 1948 w Albie) – włoski ksiądz i paulista (SSP), pierwszy kapłan i pierwszy wikariusz generalny Towarzystwa Świętego Pawła, błogosławiony Kościoła rzymskokatolickiego.
Urodził się w Narzole w północnych Włoszech w rodzinie rolniczej. Od dziecka był osobą religijną, a pierwsze plany zostania kapłanem pojawiły się u niego już w wieku 7 lat. W dążeniu do tego celu pomagał młodemu Józefowi bł. Jakub Alberione, późniejszy założyciel Towarzystwa Świętego Pawła (pauliści), który pełnił w tamtym okresie funkcję ojca duchownego w seminarium w Albie. W 1917 Józef Giaccardo zdecydował się przyłączyć do chłopców skupionych wokół osoby ks. Alberione.
8 grudnia 1917 razem z trzema innymi paulistami złożył prywatne śluby zakonne w czasie których obrał imię Tymoteusz. 19 października 1919 przyjął święcenia kapłańskie stając się tym samym pierwszym kapłanem Towarzystwa Świętego Pawła. W 1926 ks. Jakub Alberione wysłał go do Rzymu w celu założenia pierwszego domu filialnego paulistów. W 1926 powrócił do Alby, aby objąć stanowisko przełożonego Domu Zakonnego.
Przyczynił się do powołania Pobożnych Uczennic Boskiego Mistrza (PDDM) w diecezji Alba, oddzielonych od Zgromadzenia Córek Świętego Pawła (paulistki). Dokonano tego uroczyście dnia 3 kwietnia 1947 w Wielki Czwartek, w świątyni św. Pawła w Albie.
Józef Giaccardo zmarł 24 stycznia 1948 roku mając 51 lat, w wigilię święta nawrócenia świętego Pawła.
Jan Paweł II ogłosił go błogosławionym w 1989 roku, 22 października i w tymże dniu obchodzone jest jego wspomnienie liturgiczne.